# Altijuba
Altijuba este un gen de molii din familia Sphingidae, care conține o singură specie, care este întâlnită în Papua Noua Guinee.